# Universal Description, Discovery and Integration
Universal Description, Discovery and Integration (UDDI) är en standardiserad katalogmodell för webbtjänster. En UDDI katalog-innehåller information om webbtjänsters funktionalitet och beskrivning.
Tillsammans med SOAP och WSDL är UDDI en av de tre grundstenarna för just webbtjänster.
UDDI fick aldrig det genomslag som man hoppades och flera har kritiserat specifikationen för att vara onödigt komplex. IBM, Microsoft och SAP stängde sina publika UDDI-tjänster 2006. Gruppen som tagit fram UDDI-specifikationen på standardiseringsorganet OASIS avvecklades 2007. Under 2010 meddelade Microsoft att kommande versioner av Windows Server inte kommer att inkludera UDDI-tjänsten.